# Summer Dude
「Summer Dude」(サマーデュード)は、i☆Risの20枚目のシングル。2021年8月18日にDIVE II entertainmentから発売された。

## 概要
シングルとしては澁谷梓希の卒業による5人体制移行後初リリース、かつ「WONDERLAND」以来16作ぶりのノンタイアップとなる。表題曲「Summer Dude」はスマートフォンアプリ「太鼓の達人プラス★新曲取り放題!」とのコラボにより、同アプリで無料配信されている。カップリング曲の「5STAR☆（仮）」は作詞をリーダーの山北早紀が手掛けている。
今作からCD+Blu-ray盤が発売されるようになった。

## 収録曲

### 通常盤
1. Summer Dude[4:37]
作詞・作曲・編曲：ARAKI
2. 5STAR☆（仮）[4:27]
作詞：山北早紀、作曲：フワリ（Dream Monster）、編曲：corin.
3. Cheer up[3:35]
作詞・作曲・編曲：山下和彰
4. Summer Dude(Instrumental)
5. 5STAR☆（仮）(Instrumental)
6. Cheer up(Instrumental)
7. Summer Dude(Off Main Vocal)
8. 5STAR☆（仮）(Off Main Vocal)
9. Cheer up(Off Main Vocal)

CD+Blu-ray盤Blu-ray＆CD+DVD盤DVD
1. Summer Dude -Music Video-
2. Summer Dude -Off Shot Movie-
3. Summer Dude -Dance Music Video-
4. Summer Dude -Dance Practice Video-
5. Cheer up -Dance Music Video-
6. Cheer up -Dance Practice Video-